# ATP Taipei 1977
L'ATP Taipei 1977 è stato un torneo di tennis giocato sul sintetico indoor. È stata la 1ª edizione dell'ATP Taipei, che fa parte del Colgate-Palmolive Grand Prix 1977. Il torneo si è giocato a Taipei in Taiwan, dal 21 al 27 novembre 1977.

## Campioni

### Singolare maschile
Tim Gullikson ha battuto in finale  Ismail El Shafei con il punteggio di 6–7, 7–5, 7–6, 6–4

### Doppio maschile
Chris Delaney /  Pat Du Pré hanno battuto in finale  Steve Docherty /  Tom Gorman con il punteggio di 7–6, 7–6